# قنبيل
قِنْبِيل أو وَرَس مَلّوتا (الاسم العلمي: Mallotus)، جنس شجيرات برية من فصيلة اليتوعية التي وصفت لأول مرة بأنها جنس في عام 1790. عُثر على نوعين منه (M. Oppitifolius و M. subulatus) في أفريقيا الاستوائية ومدغشقر. وتوجد جميع أنواعه الأخرى في شرق آسيا وشبه القارة الهندية وجنوب شرق آسيا وشرق أستراليا وبعض جزر غرب المحيط الهادئ.